# Воллонділлі Шир
Волонділлі Шир — приміська територія місцевого самоврядування, що прилягає до південно-західної околиці Сіднея, частина якої впадає в регіони Макартур, Блакитні гори та Центральні плоскогір’я в штаті Новий Південний Уельс, Австралія. Волонділлі-Шайр було створено шляхом проголошення в Урядовій газеті Нового Уельсу 7 березня 1906 року після прийняття Закону про місцеве самоврядування (Шайри) 1905 року та об’єднано з муніципалітетом Піктон 1 травня 1940 року.
Графство Воллонділлі названо на честь річки Воллонділлі. Через територію проходить шосе Юм і залізнична лінія Саузерн-Хайлендс. Волонділлі Шир містить кілька невеликих міст і сіл, розбитих фермами та ущелинами з пісковика. На захід від нього розташована пустеля, яка включає пустелю Наттай і долину Буррагоранґ. Більша частина Ширу є або національним парком, або є частиною водозбору для водопостачання Сіднея. Район забезпечує 97% водопостачання Сіднея.

## Історія ради
Графство Воллонділлі було створено шляхом проголошення в Урядовій газеті NSW 7 березня 1906 року після прийняття Закону про місцеве самоврядування (графства) 1905 року (графство № 122 з 134), і включало широку територію, обмежену районами місцевого самоврядування Камдена, Кемпбелтаун і Піктон і Непіан Шир. 16 травня 1906 року було призначено тимчасову раду з п’яти членів, до якої увійшли: Річард Генрі Антілл з Джарвісфілда, Піктон, Томас Донох’ю з Буррагорангу, Джордж Фредерік Літчфілд з Еррандері, Джордж Макартур-Онслоу з Камден-Парку, Менангл та Джон Сімпсон з Маккуорі. Дейл, Еппін. Рада вперше зібралася 15 червня 1906 року, обравши Макартура-Онслоу головою Тимчасової ради, а К. А. Томпсона секретарем і клерк графства. Пізніше А. П. Мінтон був призначений клерком графства в червні 1907 р..

## Демографія
За даними 2016 census, на території місцевого уряду Воллонділлі проживало 48 519 осіб, з рівною пропорцією чоловіків і жінок. Аборигени та жителі островів Торресової протоки становили 2,4% населення, що відповідає середньому по країні. Середній вік людей у Воллонділлі Шир становив 36 років. Діти віком 0–14 років становили 23,1% населення, особи віком 65 років і старші – 10,8% населення. Серед людей віком від 15 років у регіоні 54,9% були одружені, а 10,4% були або розлученими, або одруженими.
Приріст населення в Воллонділлі Шир між переписами 2001 року та переписами 2006 року становив 9,18%; а в наступні п’ять років після перепису 2011 року приріст населення становив 7,23%. Це вище, ніж приріст населення Австралії з 2001 по 2006 рік (5,78%), але менше, ніж національний показник за 2006-2011 роки (8,32%). Середній тижневий дохід жителів графства Воллонділлі був трохи вищим, ніж середній по країні.